# 宝鏡寺 (気仙沼市)
宝鏡寺（ほうきょうじ）は、宮城県気仙沼市に所在する曹洞宗の寺院。山号は金仙山。楼門と板戸の鶴の図が市から有形文化財に指定されている。

## 文化財

### 楼門
八脚門の二層造、平面は三間一戸の形式をとり、高さ14m、正面の桁行9.2m、側面の梁間5.6mの素木造で、屋根は入母屋造茅葺き、宝暦年間（1751-64）の建築である。軒は軒支輪を備えた二軒繁垂木で、三手先斗栱によって支えられ、上層には床を張り廻縁や勾欄をつけた重厚な構造で地方的な素朴さながらも江戸時代中期の社寺建築の特徴が見られる。宏壮な構築、大伽藍の三門たる風格をもち、県内随一の大楼門で、東北地方全域でも青森県弘前市の長勝寺山門に匹敵する規模である。1973年 (昭和48年) 2月8日、市から有形文化財に指定された。

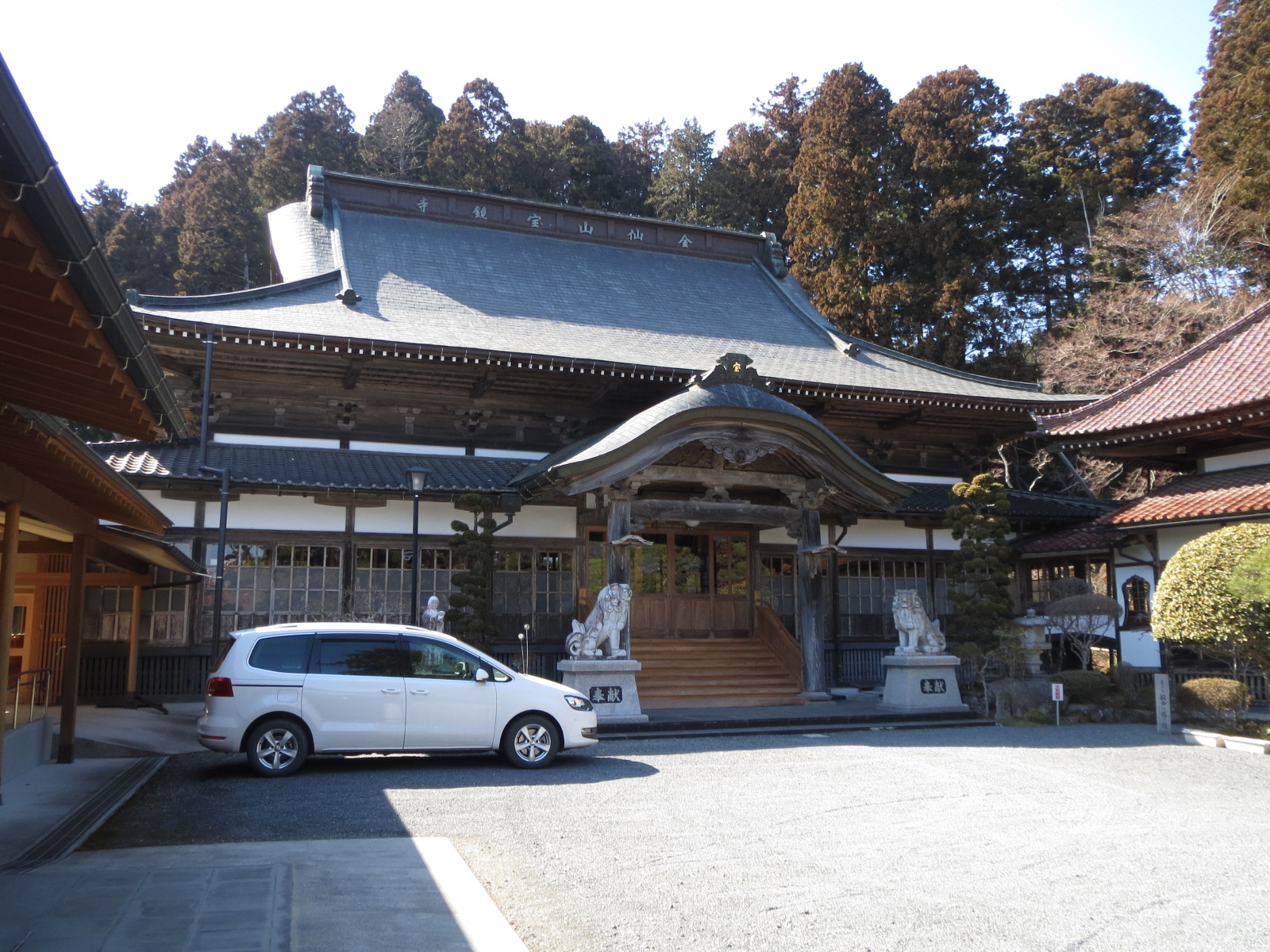
本堂

### 板戸の鶴の図
仙台四大画家の一人、東東洋（1755-1839）の作品。当寺本堂書院床脇の黒漆塗框の引違桐戸（幅136.36cm、高さ139.39cm）2枚に金粉をまき、丹頂鶴2羽を描いた。東洋は、狩野梅笑師信、円山応挙、池大雅らに画法を学び、四条派の呉春に師事し、後に朝廷から「法眼」の位を賜った。その後仙台藩御用絵師となり、仙台城二の丸や藩校・養賢堂の障壁画の制作を手掛けた。特に動植物画を最も得意とし、この図は晩年の円熟した境地の作で、装飾風の略筆をいかした穏やかで上品な描写など東洋の特徴をよく示している。

## 現地情報

### 所在地
- 宮城県気仙沼市川原崎31

### アクセス
- JR東日本大船渡線気仙沼駅から徒歩25分
- 三陸沿岸道路気仙沼中央ICから車10分